# Patelloida victoriana
Patelloida victoriana is een slakkensoort uit de familie van de Lottiidae. De wetenschappelijke naam van de soort is voor het eerst geldig gepubliceerd in 1937 door Singleton.